# روميو نيلسون
روميو نيلسون (بالإنجليزية: Romeo Nelson)‏ هو عازف بيانو أمريكي، ولد في 12 مارس 1902، وتوفي في 17 مايو 1974 بسبب قصور كلوي.

## وصلات خارجية
- روميو نيلسون على موقع ميوزك برينز (الإنجليزية)